# Zegenvisserij

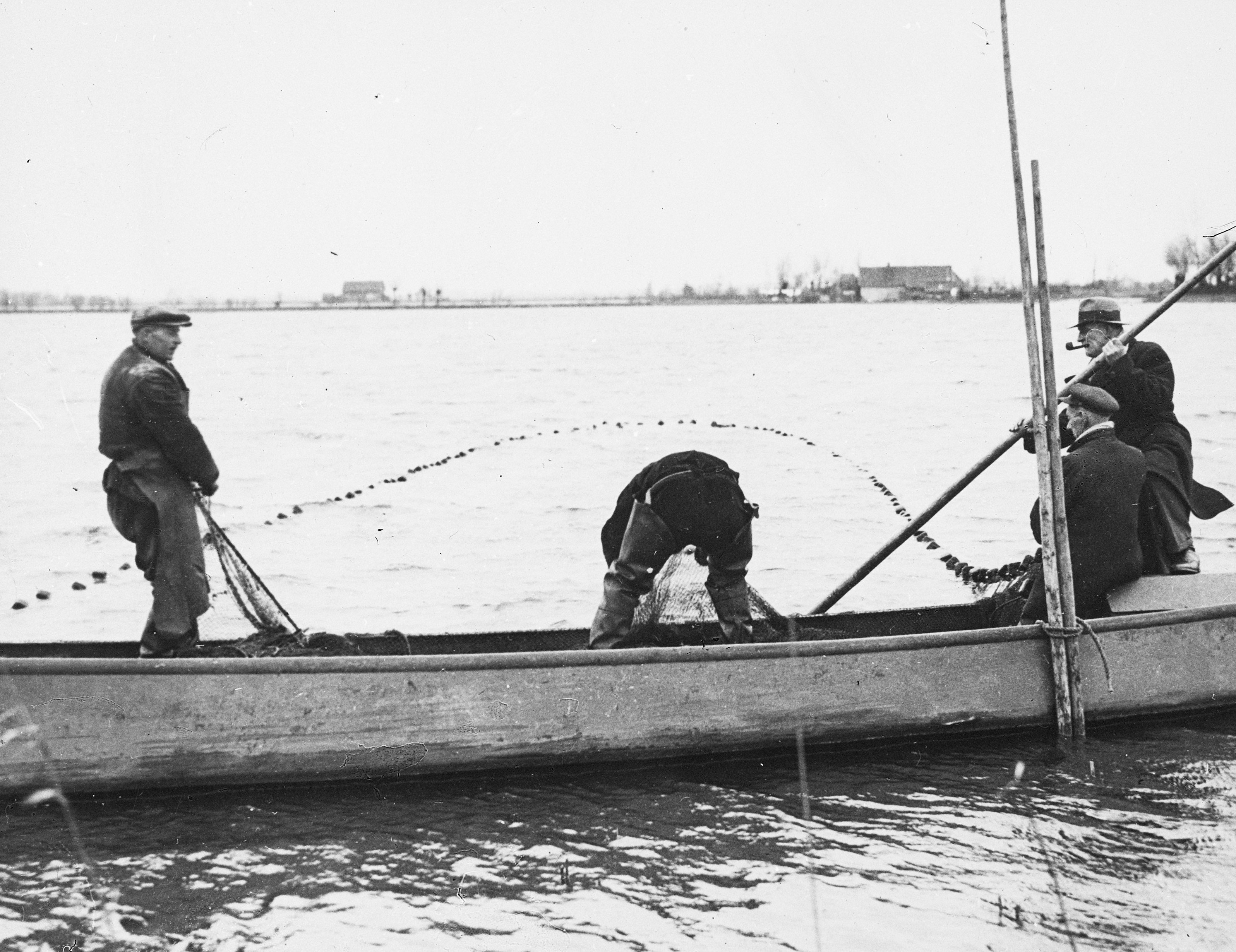
Zegenvisserij vanuit de boot

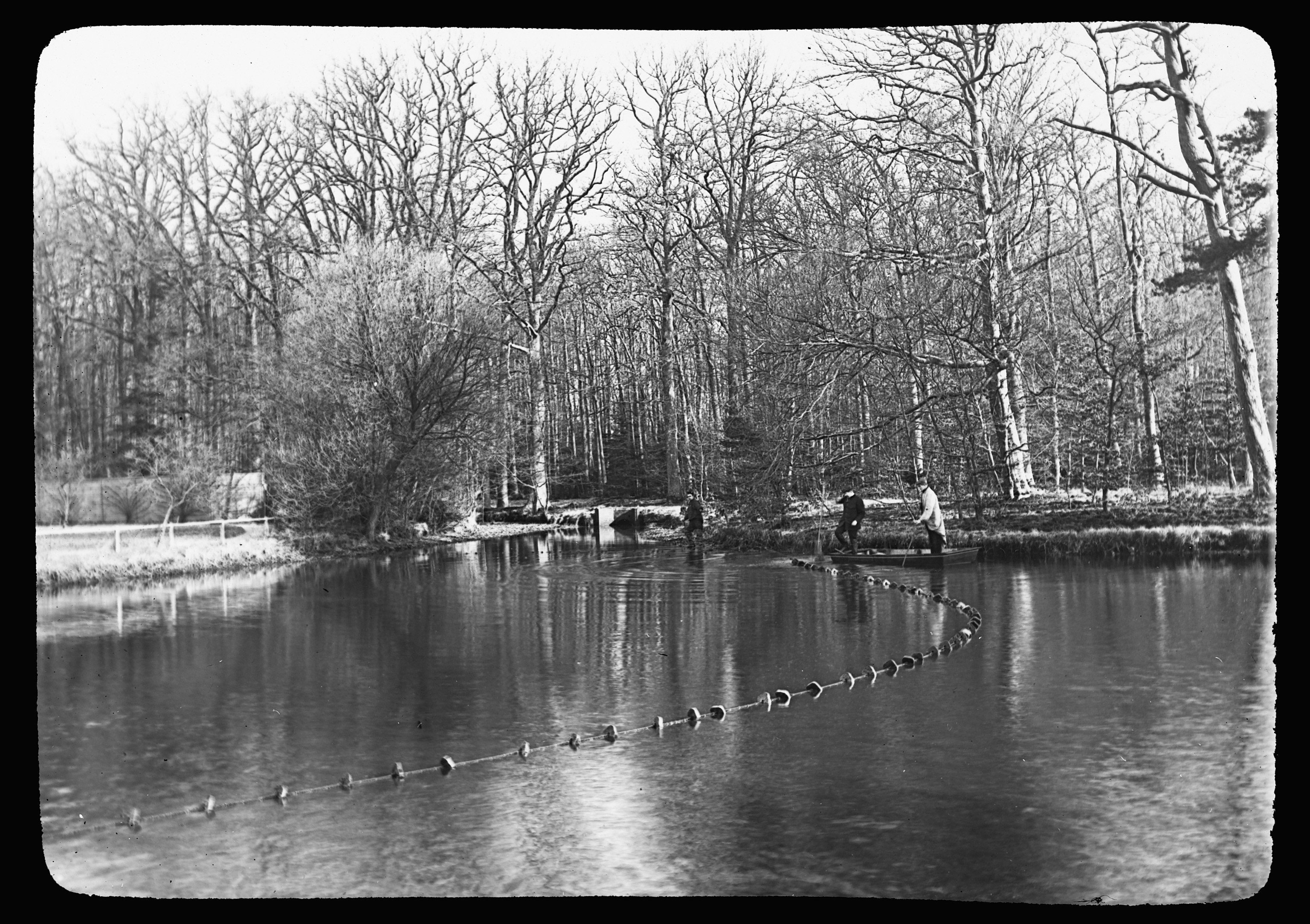
Zegenvisserij Park Sonsbeek Arnhem

Onder zegenvisserij verstaat men een visserijmethode waarbij de vis met een over de bodem slepend net door een omtrekkende beweging wordt ingesloten. Een eenvoudige vorm van zegenvisserij geschiedt vanaf het strand. In Nederland gebeurde dit bijvoorbeeld op Ameland. Het net werd daar vroeger door paarden voortgetrokken. Zee- en riviervisserij kunnen zich van deze methode bedienen.
Het net dat gebruikt wordt noemt men een zegen. Het is een groot staand visnet dat verticaal in het water staat doordat het aan de bovenkant van drijvers, en aan de onderkant van gewichten is voorzien.
De moderne visserij kent de ringzegen (of beurszegen) waarvan het zeer diep stekende net aan de onderzijde met behulp van een ringvormige kabel kan worden samengetrokken. Deze methode wordt toegepast in de industrievisserij. Men vist vooral op scholen haring, sprot en kever. Daarnaast is er de ankerzegen (of Deense zegen), een sleepnet dat de vorm heeft van een open kegel. Eén zijde is verankerd en de andere wordt door een schip over de bodem voortgetrokken. De ankerzegenmethode wordt vooral bij het vangen van platvis toegepast.

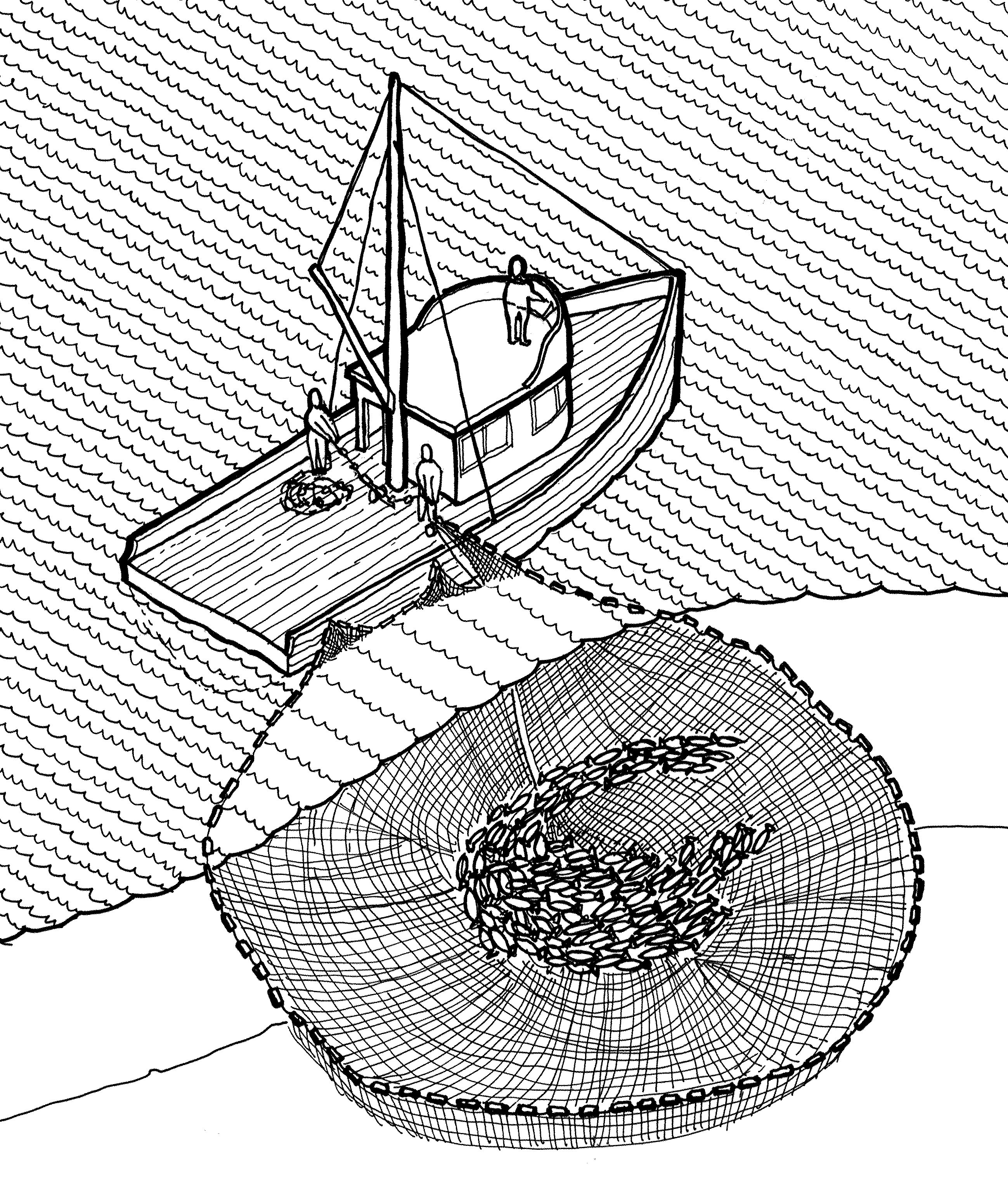
Vissen met een ringzegen
Bioscoopjournaal uit 1949. Eenmaal per jaar, in de winter, worden de vijvers van het Boschplan te Amsterdam door een groep vissers leeggevist met een zegen, een groot treknet van 200 m lengte. De gevangen vis is niet voor consumptie, maar zal worden uitgezet in wateren rondom Amsterdam.
- Film uit 1942. Film waarin te zien is hoe beroepsvissers op een der Friese meren met de zegen vissen. Twee vissers worden gevolgd bij hun werk o.a.: het uitgooien van de zegen, binnenhalen van het net, meten van de vis en transport van de vis naar de winkel.
- Aantrekken van de zegen om de vis binnen te halen. (Meer van Galilea.)